# Eugen von Wulffen

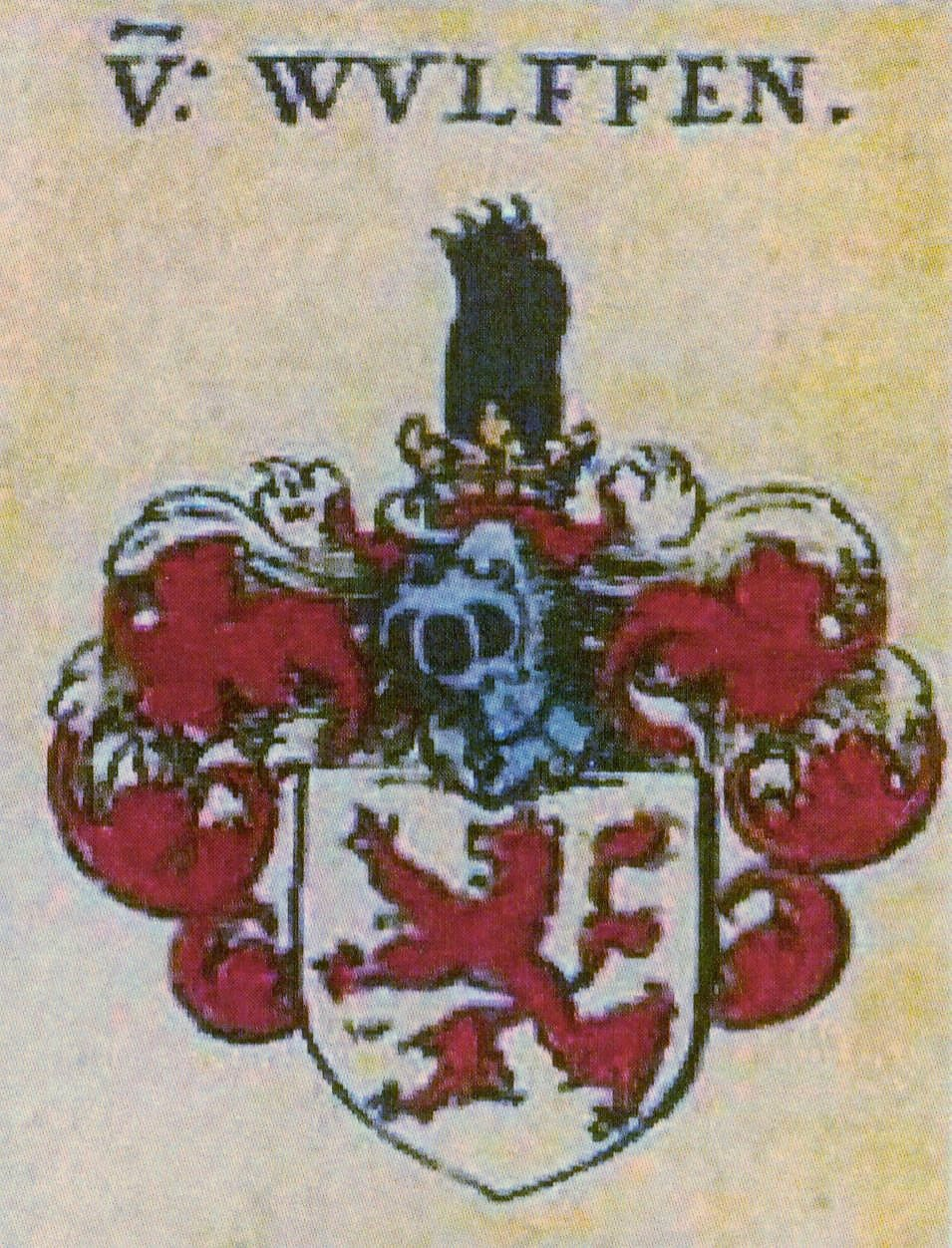
Wappen derer von Wulffen

Eugen Joseph Nikolaus Konstantin von Wulffen (* 30. Juni 1846 in Mainz; † 28. Juni 1925) war ein preußischer Generalmajor.

## Leben

### Herkunft
Er entstammte dem Anhaltinisch-Magdeburgischen Adelsgeschlecht von Wulffen. Sein Vater war der Oberstleutnant a. D. und Bezirkskommandeur von Hirschberg Ludwig Konstantin von Wulffen (* 12. Oktober 1814 in Lippen; † 17. April 1882 in Hirschberg), seine Mutter war Katharina Antonie, geborene Wurtz (* 10. Oktober 1823 in Mainz; † 13. Mai 1891 ebenda).

### Militärlaufbahn
Nach seiner Erziehung im Kadettenkorps wurde Wulffen als Sekondeleutnant am 2. Mai 1863 dem 3. Niederschlesischen Infanterie-Regiment Nr. 50 der Preußischen Armee in Breslau überwiesen. Mit diesem kämpfte er im Deutsch-Dänischen Krieg sowie während des Deutschen Krieges 1866 in der Schlacht bei Königgrätz. Ab dem 1. April 1867 war er Bataillonsadjutant, bevor Wulffen vom 1. April 1868 bis zum 1. Mai 1872 als Erzieher ins Kadettenhaus Walstatt ging. Dort wurde er am 2. September 1870 zum Premierleutnant befördert. Ebenfalles als Erzieher war er vom 1. August 1872 bis zum 31. März 1874 im Kadettenhaus Berlin tätig. Unter der Beförderung zum Hauptmann wurde er am 15. Mai 1875 zum Kompaniechef im 3. Niederschlesischen Infanterie-Regiment Nr. 50 ernannt. Vom 20. bis 26. September 1885 nahm er an einer taktischen Übungsreise teil. Am 22. März 1887 wurde er zum überzähligen Major befördert und dem Regiment aggregiert.
In das 2. Hanseatische Infanterie-Regiment Nr. 76 versetzt und in die 1. Hauptmann-Stelle desselben einrangiert wurde Wulffen am 14. April 1887. Zum Kommandeur des I. Bataillons in Hamburg wurde er am 10. August 1888 ernannt. Zum Besuch eines Informationskursus der Infanterie-Schießschule nach Spandau wurde er vom 13. bis 23. Oktober 1890 abkommandiert. Unter dem Auftrag mit der Wahrnehmung der Funktion eines etatmäßigen Stabsoffiziers wurde Wulffen am 17. Mai 1892 in das Infanterie-Regiment „von Wittich“ (3. Hessisches) Nr. 83 nach Kassel versetzt. Mit seiner Beförderung zum Oberstleutnant wurde er zum etatmäßigen Stabsoffizier ernannt. Am 22. März 1895 wurde er zum Oberst befördert. Als solcher folgte am 18. April 1895 seine Ernennung zum Kommandeur des Infanterie-Regiments Nr. 138 in Straßburg und in dieser Eigenschaft erhielt er den Kronen-Orden II. Klasse. Unter der Beförderung zum Generalmajor wurde er am 20. Juli 1898 zum Kommandeur der 72. Infanterie-Brigade in Deutsch Eylau ernannt. In Genehmigung seines Abschiedsgesuches stellte man Wulffen am 16. Dezember 1899 mit der gesetzlichen Pension zur Disposition. Nach seiner Verabschiedung würdigte ihn Wilhelm II. Ende Dezember 1899 durch die Verleihung des Roten Adlerordens II. Klasse mit Eichenlaub.

## Verweise